# 1346
1346 (MCCCXLVI) fue un año común comenzado en domingo del calendario juliano.

## Acontecimientos
- Marzo: comienza el año de más alta mortalidad en Europa por la peste bubónica.
- 24 de agosto: se produce la batalla de Blanchetaque, previa a la victoria inglesa en Crécy.
- 26 de agosto: tiene lugar la batalla de Crécy (vencida por los ingleses) dentro de la guerra de los Cien Años en la que se utiliza por primera vez el cañón inglés.
- Fundación de la Feria de Cocentaina.

## Nacimientos
- Felipe I de Borgoña, conde y duque de Borgoña.

## Fallecimientos
- Juan I de Bohemia, rey de Bohemia y conde de Luxemburgo, 26 de agosto.
- Jorge V de Georgia, rey de Georgia.
- Luis I de Flandes, conde de Flandes.